# A priori
Az a priori (lat. "abból ami korábban van") a „tapasztalatot, a tényeket megelőző tudás”; ellentéte az a posteriori, azaz a „tapasztalatból származó ismeret”. Eredetileg a késő skolasztika Arisztotelész fordításaiban merül fel, melyben az okból az okozatra történő következtetést a priori-nak, az okozatból (azaz a tapasztalt jelenségekből) az okra történő következtetést pedig a posteriori-nak nevezték.
Az újkori filozófiában módosult jelentést kap: az a priori kijelentések – azon kívül hogy tapasztalattól függetlenek – szükségszerű és univerzális érvénnyel bírnak (például René Descartes).
Az a priori kijelentések tapasztalati adatok felhasználása nélkül tehetők: például „két páros szám összege szintén páros szám” kijelentés érvényessége közvetlenül belátható.
Az a priori következtetések igaz premisszák és a következtetés szabályainak betartása mellett tapasztalati megerősítés nélkül is helytállóak (például a matematikai bizonyítások).
Az a priori fogalmak (ideák) az empirista filozófiában merülnek fel: azokat a fogalmakat jelölik vele, melyek nem származhatnak a tapasztalatból (például a szubsztancia fogalma).
Immanuel Kant filozófiájában központi szerepet játszik az a priori fogalma. Szerinte a kijelentések feloszthatók az analitikus-szintetikus és az a priori – a posteriori fogalompár segítségével. A filozófia feladata a priori szintetikus állítások rendszerének feltárása.
Egy állítást elhihetünk saját tapasztalatunk alapján, vagy eltérő módon is. Például a Pitagorasz-tételt elfogadhatjuk az ismert bizonyítás alapján, és elfogadhatjuk azon az alapon is, hogy aki nekem elmondta, az igazat mondott a múltban, azaz számomra hiteles forrás.
Ebből következik, hogy ismereteink megkülönböztetését konkrét esetekben a hit alapján kell megtenni, és nem a hit tárgyát képező probléma alapján. Így az Isten létezésébe vetett hit az ontológiai istenérv alapján a priori kerül elfogadásra, míg a tervezettség-érve alapján a posteriori.